# エイミー・チュア

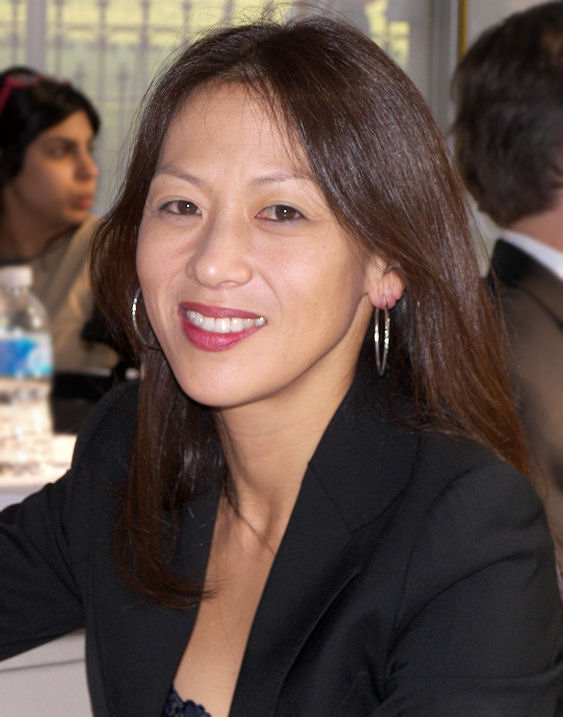
エイミー・チュア

エイミー・チュア（Amy L. Chua、蔡美儿、1962年-）は、アメリカの法学者、弁護士。エール大学法学部教授。
イリノイ州シャンペーンで中国系フィリピン人の家庭に生まれる。父レオンがカリフォルニア大学バークレー校に赴任したことに伴って、カリフォルニア州に転居。1987年にハーバード大学ロースクールを修了し、法務博士取得。法律事務所Cleary, Gottlieb, Steen & Hamilton、デューク大学法学部教授を経て、2001年から現職。
2011年1月に出版した回想録『タイガー・マザー』（Battle Hymn of the Tiger Mother）が物議をかもし、そこから「タイガー・マザー」「タイガー・ママ」という俗称で知られるようになった。
これは2人の娘に、TVを見せない、ゲームは一切やらせない、友達の家に行くのも我が家に呼ぶのも禁止、学校のテストではA以上でないと認めないというもの。結局、友達のできない次女が大反抗にでて、子育ては失敗するという話。
2014年には、『トリブル・パッケージ』で、これからのアメリカを担うのは次の8つの民族集団だとして、中国系、ユダヤ系、インド系、イラン系、レバノン系、キューバ系、ナイジェリア系、そして、モルモン教徒だという。これらの集団には、マイノリティだが、優れているという優越感、いつ迫害されるかわからないという不安感、自分たちの感情をコントロールする傾向があり、これらが彼らを成功に導く、他の集団はだめだという。人種差別とも取られる発言でも物議を醸している。

## 著書
- World on Fire: How Exporting Free Market Democracy Breeds Ethnic Hatred and Global Instability, Doubleday, 2003.

『富の独裁者――驕る経済の覇者:飢える民族の反乱』、久保恵美子訳、光文社, 2003
- Day of Empire: How Hyperpowers Rise to Global Dominance - and Why They Fall, Doubleday, 2007.

『最強国の条件』、徳川家広訳、講談社、2011
- Battle Hymn of the Tiger Mother, Penguin Press, 2011.

『タイガー・マザー』、齋藤孝訳、朝日出版社、2011
- The Triple Package: How Three Unlikely Traits Explain the Rise and Fall of Cultural Groups in America. 2014. Penguin Books.
- Political Tribes: Group Instinct and the Fate of Nations. 2018. Penguin Books.